# Otte Nielsen Rosenkrantz
Otte Nielsen Rosenkrantz (ca. 1395 – 1477) var en dansk hofmester, herremand og rigsråd, der var ud af den jyske adelsslægt, der i 1500-tallet tog navnet Rosenkrantz.
Otte Nielsen Rosenkrantz var søn af ridderen Niels Jensen, der tilhørte den nørrejyske gren af Rosenkrantz-slægten. I løbet af 1400-tallet steg slægten op i den øverste elite, hvilket ikke mindst skyldtes Otte Nielsens virke, at han stod kongen nært og han giftede sig således, at det indbragte ham yderligere besiddelser.
Han arvede en andel i hovedgården Hevringholm, men ved ægteskabet med Else Holgersdatter omkring 1426 forøgedes hans værdier. Holgersdatter var enke efter et medlem af slægten Hvide, og Otte Nielsen fik således andel i hovedsædet Bjørnholm (nuværende Høegholm) og andre godsbesiddelser på Djursland. Han erhvervede senere Skjern Gods, og i 1449 gav Christian 1. ham Hassens Birk, Ebeltoft og øen Hjelm; dog med genkøbsret for kronen. Tidligere havde han også fået forlenet Kalø Slot.
Under Erik af Pommerns krig om Sønderjylland cirka 1420 blev Otte Nielsen såret. Han deltog senere i kongens afsættelse og var blandt de mænd, der indkaldte Christoffer af Bayern i 1438. Nielsen var senest i hvert fald i 1436, måske allerede i 1434 eller 1435, medlem af rigsrådet, og senest 1444 blev han udnævnt til rigshofmester, som var det højeste politiske embede i Danmark efter kongen. Efter Christoffer af Bayerns død i 1448 var Otte Nielsen en af aktørerne, der stod bag indkaldelsen af Christian 1. til tronen. Han fik usædvanligt mange privilegier, og selv om han i 1452 blev afsat som rigshofmester, fortsatte han som en af kongens mest betroede mænd.
Det var dog ikke uden sværdslag, at Otte Nielsen havde den magt, han havde i samtiden. Han var involveret i flere konflikter, blandt andet med biskoppen over Aarhus Stift, Jens Iversen (Lange). Otte Nielsen endte reelt med at vinde den fejde, idet biskoppen i 1459 fradømtes de kongelige rettigheder i Aarhus. Allerede året efter kom Otte Nielsen og broderen Stygge Nielsen i konflikt med herremanden Lage Brok på Gammel Estrup. Striden handlede om landbrug, men havde også politisk betydning og varede helt til 1475. 
Otte Nielsen finansierede en række kirkebyggerier på Djursland: Opførelsen af Marie Magdalene Kirke, nedrivning og genopbygning af Tirstrup Kirke omkring 1465, nedrivning og genopbygning af Bregnet Kirke og udbygning af Dråby Kirke; dog er det usikkert om Erik Ottesen reelt forestod sidstnævnte, eller om de to stod for byggeriet i fællesskab.
Else Holgersdatter døde i 1470 og blev begravet i et kapel i Franciskanerkirken i Randers, som de selv havde bekostet. Syv år senere døde Otte Nielsen, der blev stedt til hvile i Randers Gråbrødrekirke.